# Centrioncus jacobae
Centrioncus jacobae är en tvåvingeart som beskrevs av Feijen 1983. Centrioncus jacobae ingår i släktet Centrioncus och familjen Diopsidae.
Artens utbredningsområde är Malawi. Inga underarter finns listade i Catalogue of Life.